# Nälkäjärvet (Jukkasjärvi socken, Lappland, 752746-173211)
Nälkäjärvet är en sjö i Kiruna kommun i Lappland och ingår i Torneälvens huvudavrinningsområde.